# Bumble’s Green
Bumble’s Green – osada w Anglii, w hrabstwie Essex. Leży 30 km od miasta Chelmsford. W 2018 miejscowość liczyła 506 mieszkańców.